# Bathyarctus chani
Bathyarctus chani е вид ракообразно от семейство Scyllaridae. Видът не е застрашен от изчезване.

## Разпространение и местообитание
Разпространен е в Нова Каледония, Провинции в КНР и Тайван.
Среща се на дълбочина около 540 m, при температура на водата около 11,2 °C и соленост 34,9 ‰.